# Czego pragnie dziewczyna
Czego pragnie dziewczyna (oryg. ang. What a Girl Wants) – amerykański film fabularny (komedia) z 2003 roku w reżyserii Denniego Gordona. Remake filmu z 1958 roku na podstawie sztuki Williama Douglas-Home'a.

## Opis fabuły
Daphne to amerykańska, zwariowana nastolatka. Jej matka jest piosenkarką, a ojciec, którego jednak nie miała okazji poznać, angielskim arystokratą. Pewnego razu wyrusza do Londynu, by go poznać. Ojciec postanawia wprowadzić ją w życie angielskiej arystokracji. Film kręcono w Londynie oraz w hrabstwie Buckinghamshire. Do roli Daphne rozważano też kandydatury Jessiki Simpson i Alexis Bledel. W albumie ze zdjęciami, który często występuje w filmie, są prawdziwe zdjęcia Amandy Bynes z dzieciństwa.

## Obsada
- Amanda Bynes – Daphne
- Kelly Preston – Libby
- Colin Firth – Henry
- Oliver James – Ian
- Christina Cole – Clarissa
- Eileen Atkins – Jocelyn
- Anna Chancellor - Glynnis Payne
- Jonathan Pryce - Alastair Payne
- Sylvia Syms - Księżniczka Charlotte
- Charlie Beall - Rufus
- Tara Summers - Noelle
- Soleil McGhee - Młoda Daphne
- Roger Ashton-Griffiths - Lord Orwood
- Peter Reeves - Sir John Dashwood
- Raffaello Degruttola - Groom

i inni.

## Piosenki z soundtracku filmu
| Wykonawca       | Tytuł                                    | Scena z filmu                           |
| --------------- | ---------------------------------------- | --------------------------------------- |
| Leslie Mills    | „Good Life”                              | Początek filmu                          |
| Gavin Thorpe    | „Out of Place”                           | Daphne jedzie na lotnisko               |
| The Clash       | „London Calling”                         | Wycieczka po Londynie autobusem         |
| Craig David     | „What's Your Flava”                      | Daphne z discmanem                      |
| Meredith Brooks | „Crazy”                                  | Przygotowania w łazience do pokazu mody |
| Willa Ford      | „I Wanna Be Bad”                         | Pokaz mody                              |
| Oliver James    | „Long Time Coming”                       | Pierwszy bal – Ian                      |
| Michelle Branch | „You Get Me”                             | Daphne na zakupach z Ianem              |
| The Donnas      | „Who Invited You”                        | Daphne na motorze z tatą                |
| Erica Rivera    | „Somebody Stop Me”                       | Daphne na zakupach z ojcem              |
| Holly Valance   | „Kiss Kiss”                              | Daphne ogląda gazety w pokoju           |
| Lucy Woodward   | „What's Good For Me”                     | Zmiana Daphne                           |
| Oliver James    | „Greatest Story Ever Told”               | Ian na balu Daphne                      |
| Duncan Sheik    | „Half-Life”                              | Daphne opuszcza posiadłość ojca         |
| Rod Stewart     | „Have I Told You Lately That I Love You” | Daphne tańczy z tatą                    |
| John Gregory    | „The Ride of Your Life”                  | Napisy końcowe                          |